# Oncopodura tricuspidata
Oncopodura tricuspidata is een springstaartensoort uit de familie van de Oncopoduridae. De wetenschappelijke naam van de soort is voor het eerst geldig gepubliceerd in 1964 door Cassagnau.